# Hulua
Hulua là một chi nhện trong họ Toxopidae, và được mô tả đầu tiên bởi Raymond Robert Forster & C. L. Wilton năm 1973. Ban đầu chi này được xếp vào họ Toxopidae, sau được chuyển sang họ Toxopidae năm 2017.

## Các loài
Tính đến  tháng 5 năm 2019 it contains four species, all found in New Zealand:
- Hulua convoluta Forster & Wilton, 1973 (type) – New Zealand
- Hulua manga Forster & Wilton, 1973 – New Zealand
- Hulua minima Forster & Wilton, 1973 – New Zealand
- Hulua pana Forster & Wilton, 1973 – New Zealand